# Socha svatého Vincence (Chvalkovice)
Socha svatého Vincence stojí na křižovatce směr Miskolezy a Jaroměř v obci Chvalkovice v okrese Náchod. Socha je chráněná jako kulturní památka. 

## Popis
Pískovcová socha sv. Vincence s knihou v ruce z roku 1730 je kvalitní ukázkou barokního sochařství východních Čech. Umístěna je na svém původním místě při křižovatce cest. Je pravděpodobně dílem místního sochaře, přičemž není vyloučeno, že šlo o některého z žáků Matyáše Bernarda Brauna. V roce 1988 byla hlava postavy a ruka s knihou uražená. V roce 2002 byla socha restaurovaná.
Bohatě zdobený podstavec o rozměrech 160 x 95 x 50 cm nese na čelní straně kartuš bez nápisu. Samotná socha vysoká 160 cm spočívá na menším podstavci o rozměrech 35 x 50 x 50 cm. Prostovlasý světec je oblečen do řeholnického roucha, křídla mu dosahují do pasu.